# Visión judía sobre el matrimonio

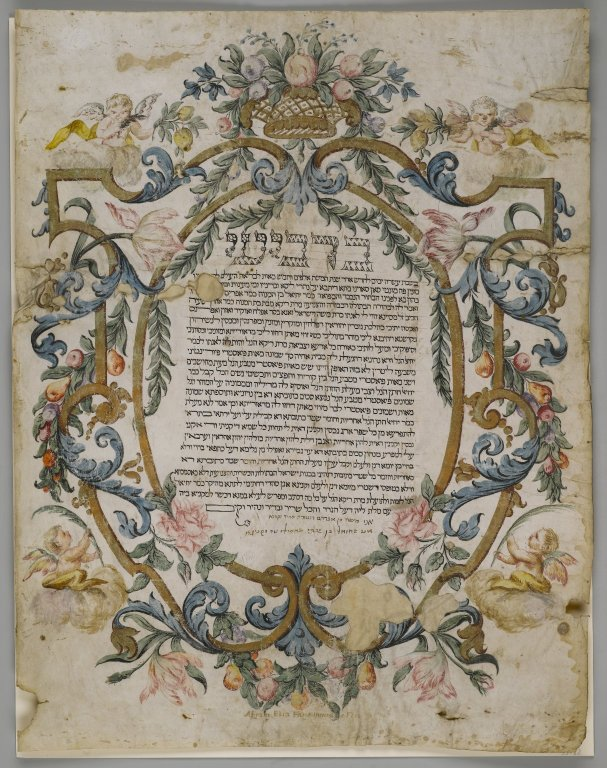
Certificado de matrimonio judío, fechado en 1740 (Brooklyn Museum).

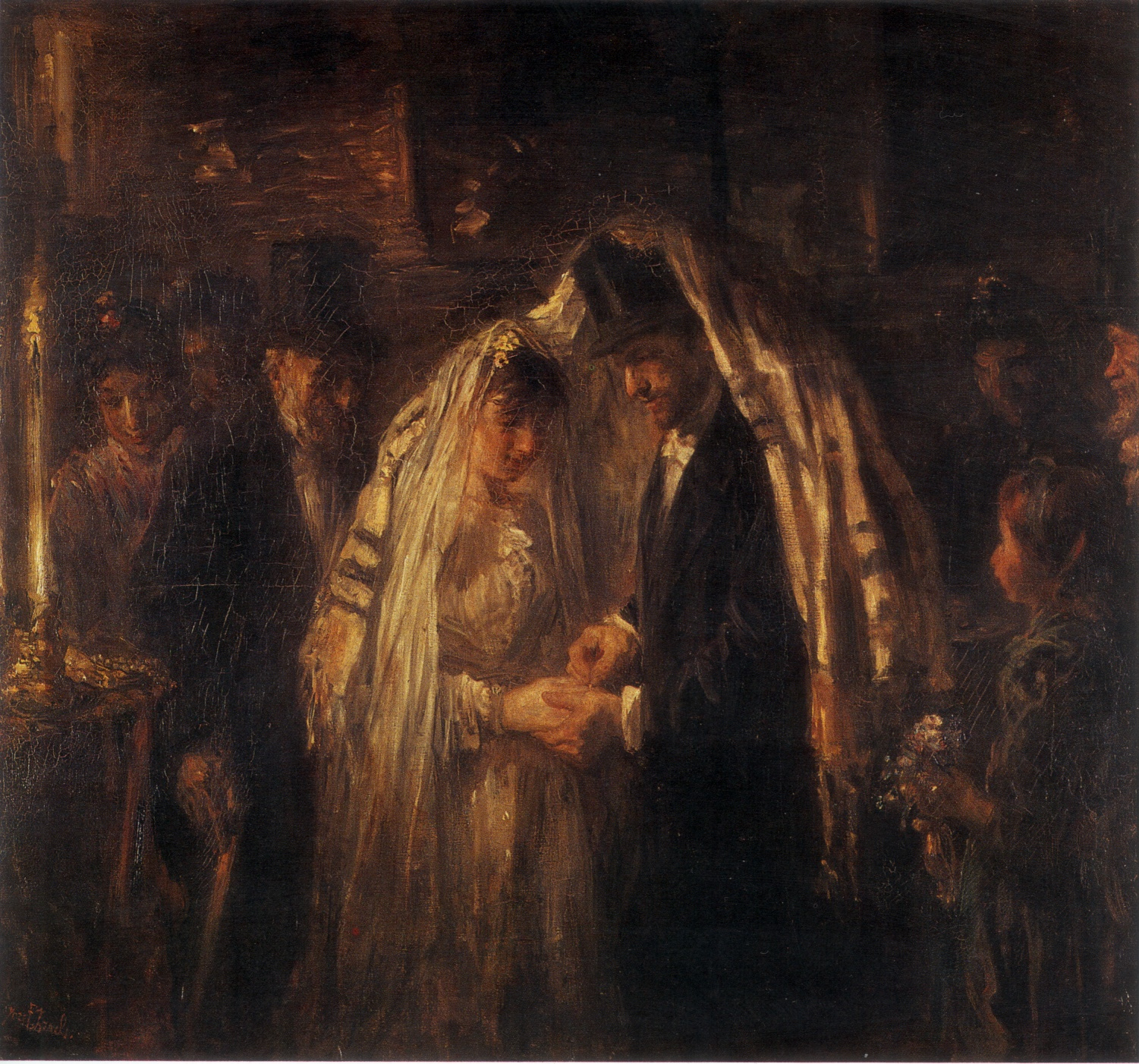
Una boda judía (Jozef Israëls, 1903).

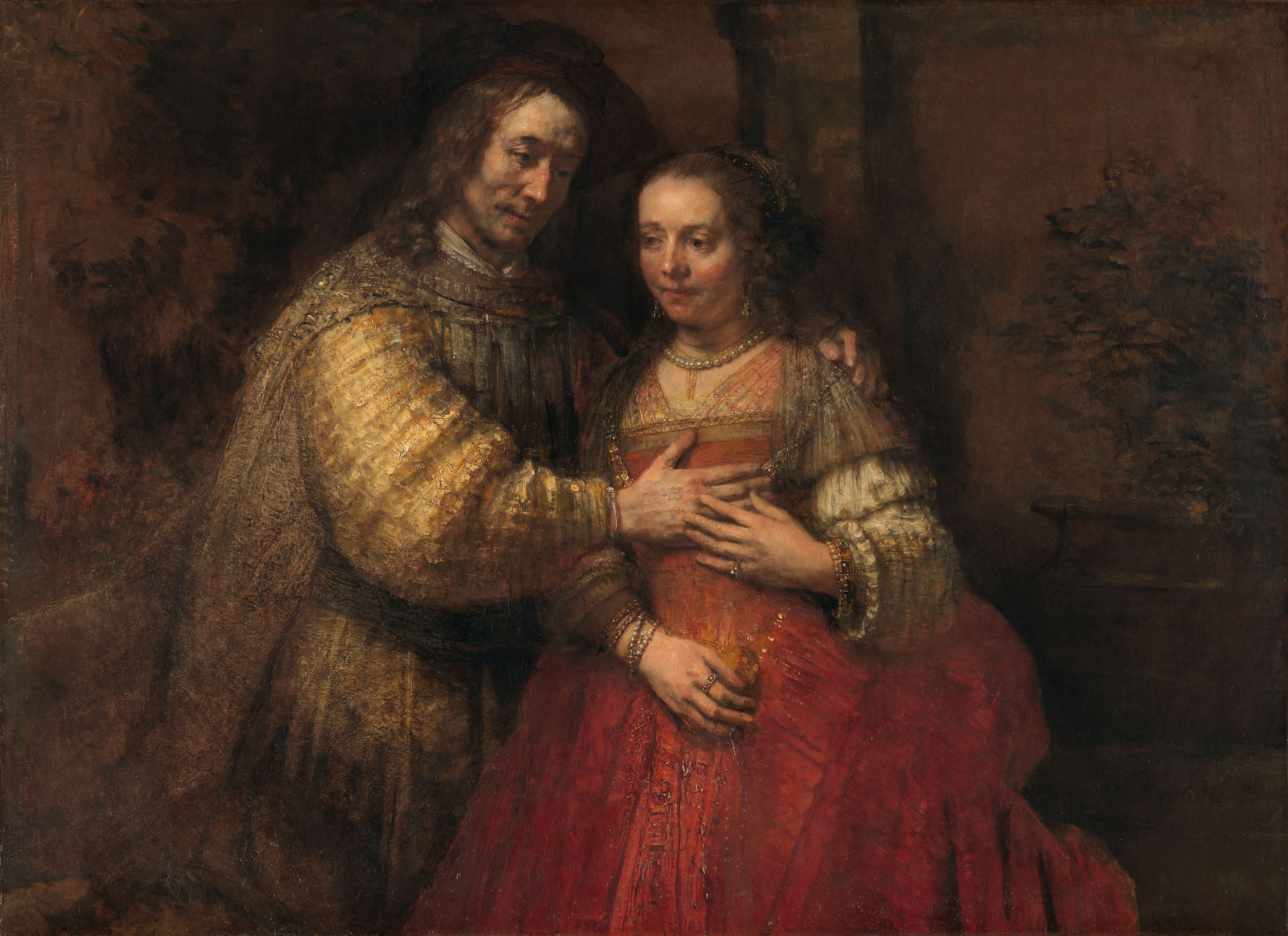
La novia judía (Rembrandt, 1662–1666).

La visión judía sobre el matrimonio, históricamente, proporcionaba derechos bíblicos a la esposa que eran aceptados por el marido. El matrimonio terminaba bien por un documento de divorcio entregado por el hombre a su esposa, o por la muerte de cualquiera de las partes. En la época talmúdica se añadieron ciertos detalles, principalmente como protección para la esposa.
Los desarrollos no ortodoxos han traído cambios en cuanto a quién puede casarse con quién. No se fomentan matrimonios mixtos.

## Vista general

### Visión histórica
En el judaísmo tradicional, el matrimonio se considera un vínculo contractual ordenado por Dios en el que un hombre y una mujer se unen para crear una relación en la que Dios está directamente implicado. Deuteronomio 24:1 Aunque la procreación no es el único objetivo, tradicionalmente se espera que un matrimonio judío cumpla el mandamiento de tener hijos.Génesis 1:28  Desde este punto de vista, se entiende que el matrimonio significa que el marido y la mujer se funden en una sola alma, por lo que se considera que un hombre está «incompleto» si no está casado, ya que su alma es solamente una parte de un todo mayor que queda por unificar.

### Opiniones no ortodoxas recientes
Las denominaciones judías no ortodoxas, como el judaísmo reconstruccionista, el reformista y el conservador, reconocen el matrimonio entre personas del mismo sexo y restan importancia a la procreación, centrándose en el matrimonio como vínculo entre una pareja. Este punto de vista es considerado como una desviación de la ley judía por las denominaciones del ortodoxo, más que como una interpretación legítima y alternativa.

## Esponsales y matrimonio

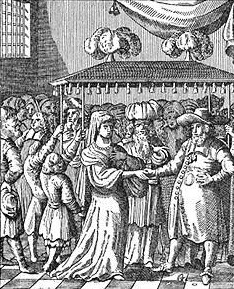
Jupá o palio nupcial.

En la ley judía, el matrimonio consiste en dos actos separados, llamados erusin (o kidushín, que significa «santificación»), que es la ceremonia de esponsales, y el nissu'in o jupá, la ceremonia de boda judía propiamente dicha. El kidushín cambia el estatus interpersonal de la pareja, mientras que el jupá produce las consecuencias legales del cambio de estatus. En la época del Talmud, estas dos ceremonias solían tener lugar con un año de diferencia; la novia vivía con sus padres hasta la ceremonia de matrimonio propiamente dicha (jupá), que tenía lugar en una habitación o tienda que el novio había preparado para ella. Desde la Edad Media, las dos ceremonias se celebran de forma conjunta y en público.

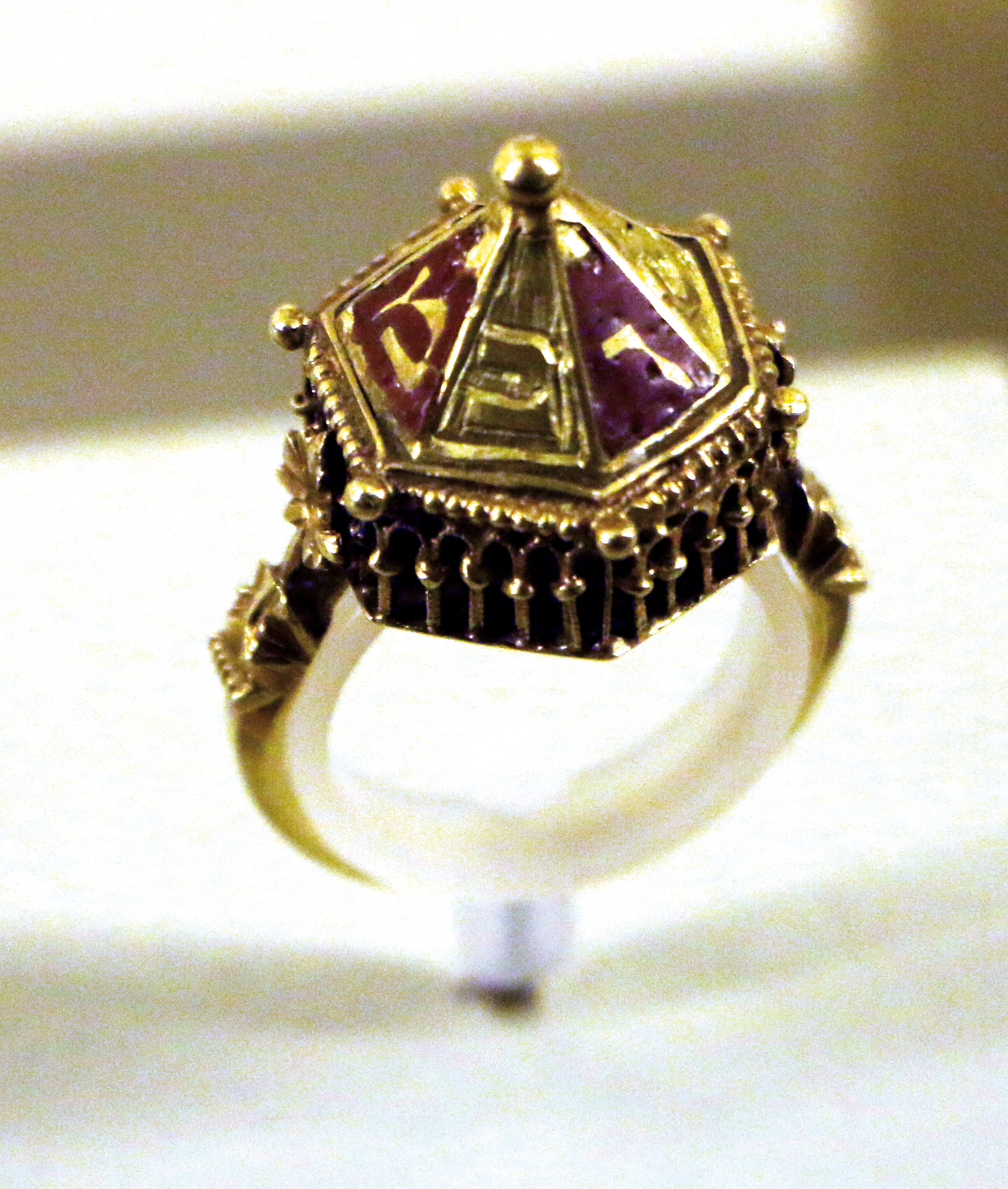
Anillo de bodas judío de oro y esmalte vítreo.

Según el Talmud, kidushín consiste en que el novio entregue un objeto a la novia, ya sea un objeto de valor, como un anillo, o un documento en el que se declare que se desposa con él. Para que sea válido, debe hacerse en presencia de dos testigos masculinos sin parentesco. Después, se aplican las leyes del adulterio, y el matrimonio no puede disolverse sin un Get (documento) de divorcio. Tras el jupá, la pareja puede vivir junta.
El acto de kidushín puede ser realizado por los pretendientes o por sus respectivos padres u otros familiares en su nombre. El acto se formaliza en un documento conocido como el Shtar Tena'im, el "«Documento de Condiciones»" que se lee antes del badekin. Tras la lectura, las madres de los futuros novios rompen un plato. Hoy en día, algunos firman el contrato el día de la boda, otros lo hacen como una ceremonia anterior y otros no lo hacen en absoluto. También hay que destacar que esta práctica no se menciona explícitamente en la Biblia hebrea. 
En las comunidades haredíes, los matrimonios pueden ser organizados por los padres de los futuros novios, que pueden organizar un shidduch contratando a un casamentero profesional (shadchan) que encuentra y presenta a los futuros novios y recibe una pago por sus servicios. La joven pareja no está obligada a casarse si alguno de los dos no acepta al otro.

## Matrimonio

### Armonía matrimonial

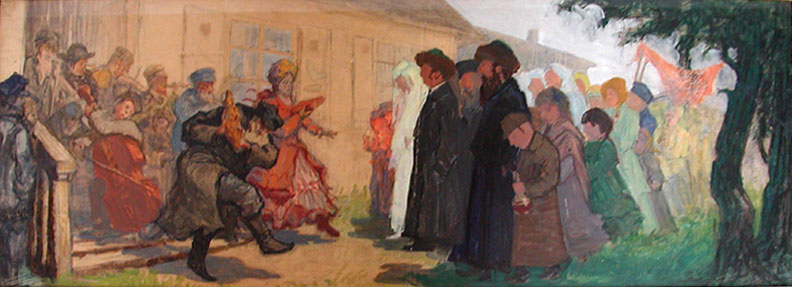
Matrimonio judío (El regalo del pan) (1919) por Moshe Rynecki.

La armonía conyugal, conocida como shalom bayis, se valora en la tradición judía. El Talmud afirma que un hombre debe amar a su mujer tanto como a sí mismo, y honrarla más de lo que se honra a sí mismo; de hecho, los rabinos clásicos decían que quien honraba a su mujer era recompensado con riqueza. Asimismo, se esperaba que el marido discutiera con su esposa cualquier asunto mundano que pudiera surgir en su vida. El Talmud prohíbe al marido ser autoritario con su hogar, y también se condenaba el maltrato doméstico por su parte. Se decía de la esposa que Dios cuenta sus lágrimas.
En cuanto a la esposa, el mayor elogio que los rabinos talmúdicos ofrecían a cualquier mujer era el que se concedía a una esposa que cumplía los deseos de su marido; con este fin, un midrash temprano afirma que una esposa no debe abandonar el hogar con demasiada frecuencia. También se esperaba que fuera modesta, incluso cuando estaba a solas con su marido. La presencia de Dios habita en un hogar puro y amoroso.

### Derechos y obligaciones conyugales

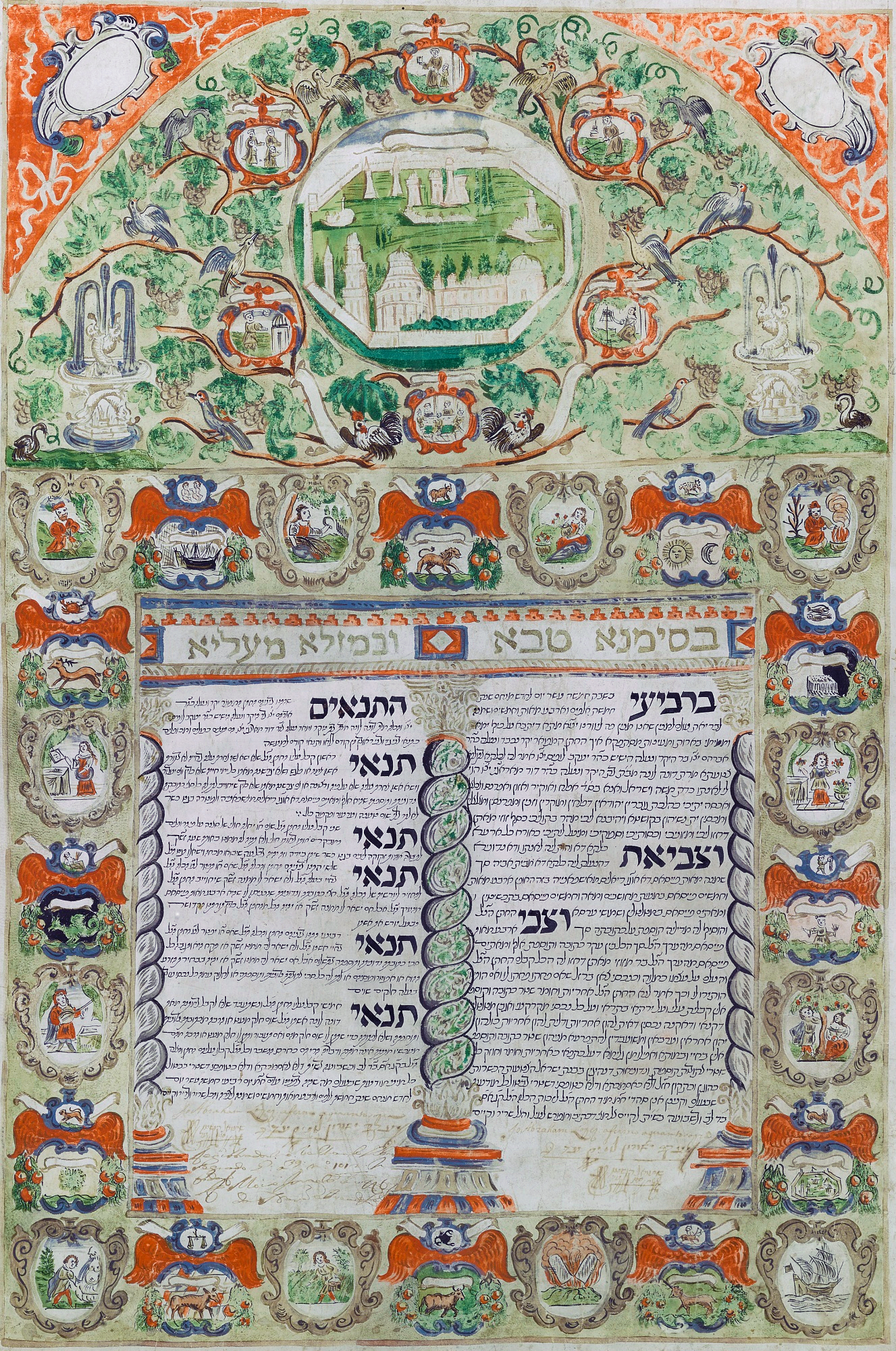
Ketubá decorada, Livorno, 1698.

Las obligaciones y los derechos matrimoniales en el judaísmo se basan en última instancia en los que aparecen en la Biblia, que han sido aclarados, definidos y ampliados por muchas autoridades rabínicas destacadas a lo largo de la historia.
Tradicionalmente, las obligaciones del marido incluyen el mantenimiento de su esposa. Está obligado a proporcionarle el sustento en beneficio de ella; a cambio, también tiene derecho a sus ingresos. Sin embargo, esto es un derecho de la esposa, y ella puede liberar a su marido de la obligación de mantenerla, pudiendo entonces quedarse con sus ingresos exclusivamente para ella. El documento que prevé esto es la ketubá o ketubot. La propia Biblia otorga protecciones a la esposa, según Éxodo 21:10, aunque los rabinos pueden haber añadido otras posteriormente. Los derechos del marido y la mujer se describen en el tratado Ketubot del Talmud, que explica cómo los rabinos equilibraron los dos conjuntos de derechos de la mujer y el marido.
Según el punto de vista no tradicional, en la Biblia, la esposa es tratada como una posesión propiedad de su marido, pero posteriormente el judaísmo impuso varias obligaciones al marido, otorgando de hecho a la esposa varios derechos y libertades; ser una esposa judía era a menudo una situación más favorable que ser una esposa en muchas otras culturas. Por ejemplo, el Talmud establece el principio de que la esposa tiene derecho, pero no está obligada, a la misma dignidad y posición social que su marido, y tiene derecho a mantener cualquier ventaja adicional que tuviera como resultado de su estatus social antes del matrimonio.

#### En la Biblia
El hebreo bíblico tiene dos palabras para «marido»: ba'al —que también significa «amo»—, e ish (que también significa «hombre», paralela a isha que significa «mujer» o «esposa»). Laspalabras se contrastan en Oseas  2:16, donde Dios habla a Israel como si fuera su esposa: «Aquel día, dice el Señor, me llamarás 'mi marido' (ish), y ya no me llamarás 'mi amo' (ba'al)».
Las primeras comunidades nómadas practicaban una forma de matrimonio conocida como beena, en la que la esposa era dueña de una tienda de campaña propia, dentro de la cual conservaba total independencia de su marido; este principio parece sobrevivir en algunas partes de la sociedad israelita primitiva, ya que algunos pasajes tempranos de la Biblia parecen retratar a ciertas esposas como dueñas de una tienda de campaña como posesión personal, (específicamente, Yael, Sara, y las esposas de Jacob. En épocas posteriores, la Biblia describe que a las esposas se les daba la(s) habitación(es) más íntima(s) de la casa del marido, como su propia área privada a la que los hombres no estaban permitidos; en el caso de los maridos ricos, la Biblia describe que a sus esposas se les daba una casa entera para este propósito.
No era, sin embargo, una vida de completa libertad. Las descripciones de la Biblia sugieren que se esperaba que la esposa realizara ciertas tareas domésticas: hilar, coser, tejer, fabricar ropa, ir a buscar agua, hornear pan y criar animales. El Libro de los Proverbios contiene todo un acróstico sobre los deberes que debería realizar una esposa virtuosa.
También se da a entender indirectamente que el marido tiene responsabilidades para con su mujer. La Torá obliga a un hombre a no privar a su esposa de comida, ropa o actividad sexual; si el marido no proporciona a la primera esposa estas cosas, debe divorciarse de ella, sin coste alguno. El Talmud interpreta esto como un requisito para que un hombre proporcione comida y ropa a cada una de sus esposas, y tenga relaciones sexuales con ellas, incluso si solamente tiene una.
Como sociedad poligínica, los israelitas no tenían ninguna ley que impusiera la monogamia a los hombres. Las mujeres casadas y desposadas adúlteras, así como sus cómplices masculinos, estaban sujetos a la pena de muerte por las leyes bíblicas contra el adulterio. Según el Libro de Números, si una mujer era sospechosa de adulterio, debía ser sometida a la prueba del agua amarga, una forma de juicio por ordalía, pero que requería un milagro para ser condenada. Los profetas literarios indican que el adulterio era un hecho frecuente, a pesar de sus fuertes protestas contra él, y de estos rigores legales.

#### En el Talmud y el judaísmo rabínico
El Talmud establece una provisión mínima que el marido debe proporcionar a su mujer:
- Suficiente pan para al menos dos comidas al día.
- Aceite suficiente para cocinar y alumbrar.
- Leña suficiente para cocinar.
- Fruta y verdura.
- Vino, si es costumbre en la localidad que las mujeres lo beban.
- Tres comidas en cada sabbat, consistentes en pescado y carne.
- Una asignación de una moneda de plata (hebreo: ma'ah) cada semana.

Los tribunales rabínicos podían obligar al marido a hacer esta provisión, si no lo hacía voluntariamente. Moisés Schreiber, un prominente decisor halájico del siglo XIX, sostenía que si un hombre no podía proporcionar a su esposa este mínimo, debía ser obligado a divorciarse de ella; otros rabinos judíos sostenían que un hombre debía ser obligado a alquilarse a sí mismo, como jornalero, si no podía hacer esta provisión a su esposa.
Según destacados escritores judíos de la Edad Media, si un hombre se ausenta de su esposa durante un largo período, ésta debe estar autorizada a vender los bienes de su marido, si era necesario para mantenerse. De igual modo, sostenían que si una esposa tenía que pedir un préstamo para pagar su manutención durante dicha ausencia, su marido debía pagar la deuda a su regreso.
Para compensar el deber del marido de mantener a su esposa, el Talmud exigía que ésta entregara todos sus ingresos a su marido, junto con cualquier ganancia que obtuviera por accidente, y el derecho de usufructo sobre sus bienes; la esposa no estaba obligada a hacerlo si deseaba mantenerse a sí misma. Aunque la esposa siempre conservaba la propiedad de sus bienes, si moría estando casada con su marido, éste debía ser su heredero, según la opinión del Talmud; este principio, sin embargo, fue modificado, de diversas maneras, por los rabinos de la Edad Media.

##### Casa y hogar
En la tradición judía, se esperaba que el marido proporcionara un hogar a su esposa, amueblado de acuerdo con las costumbres locales y adecuado a su estatus; se esperaba que la pareja matrimonial viviera junta en este hogar, aunque si la elección del trabajo del marido dificultaba la tarea, el Talmud le exime de la obligación. Tradicionalmente, si el marido cambiaba su domicilio habitual, se consideraba que la mujer tenía la obligación de trasladarse con él. En la Edad Media se sostenía que si una persona seguía negándose a vivir con su cónyuge, éste tenía motivos suficientes para divorciarse.
La mayoría de las autoridades religiosas judías sostenían que el marido debía permitir que su esposa comiera en la misma mesa que él, aunque le diera suficiente dinero para mantenerse. Por el contrario, si un marido maltrataba a su mujer o vivía en un barrio de mala reputación, las autoridades religiosas judías permitían que la mujer se trasladara a otra casa en otro lugar y obligaban al marido a financiar su vida allí.
Ampliando las tareas domésticas que la Biblia implica que debe realizar la esposa, la literatura rabínica exige que ella realice todas las tareas del hogar —como hornear, cocinar, lavar, cuidar a sus hijos, etc.—, a menos que su matrimonio hubiera dado al marido una gran dote; en esta última situación, se esperaba que la esposa solamente se ocupara de las tareas «afectuosas», como hacerle la cama y servirle la comida. La tradición judía esperaba que el marido proporcionara la ropa de cama y los utensilios de cocina. Si la esposa tenía hijos gemelos pequeños, el Talmud hacía responsable a su marido del cuidado de uno de ellos.

##### Ropa
El Talmud amplía el requisito bíblico de que el marido proporcione ropa a su esposa, insistiendo en que cada año debe proporcionar a cada mujer 50 zuzim de ropa,[ incluyendo prendas apropiadas para cada estación del año. Los rabinos talmúdicos insisten en que este regalo anual de ropa debe incluir un sombrero, un cinturón y tres pares de zapatos —un par para cada una de las tres principales fiestas anuales: Pésaj, Shavuot y Sucot—. Los rabinos clásicos también esperaban que el marido regalara a su mujer joyas y perfumes si vivía en una zona en la que esto era habitual.

##### Obligaciones físicas
El Talmud sostiene que el marido es responsable de la protección del cuerpo de su mujer. Si su mujer enferma, el Talmud le obliga a sufragar cualquier gasto médico que se produzca en relación con ella; también le exige que se asegure de que la mujer reciba cuidados. Aunque técnicamente tiene derecho a divorciarse de su mujer, lo que le permitiría evitar el pago de sus gastos médicos, varios rabinos prominentes a lo largo de la historia condenaron tal proceder como un comportamiento inhumano, incluso si la mujer sufría una enfermedad prolongada.
Si la esposa muere, aunque no sea por enfermedad, el Talmud estipula que el marido debe organizar y pagar su entierro; el entierro debe, en opinión del Talmud, realizarse de una manera acorde con el estatus social del marido, y de acuerdo con la costumbre local. Destacados rabinos de la Edad Media aclararon este punto, afirmando que el marido debía tomar todas las medidas exigidas por las costumbres locales en materia de entierros, lo que podía incluir la contratación de plañideras y la colocación de una lápida. Según el Talmud y los escritores rabínicos posteriores, si el marido estaba ausente o se negaba a hacer estas cosas, un tribunal rabínico debía organizar el funeral de la esposa, vendiendo parte de los bienes del marido para sufragar los gastos.
Si la esposa era capturada, el Talmud y los escritores posteriores exigían al marido que pagara el rescate exigido para su liberación; se discute si el marido solamente debía pagar hasta el valor de mercado de la esposa como esclava, o si debía pagar cualquier rescate, incluso hasta el punto de tener que vender sus posesiones para recaudar los fondos. Si tanto el marido como la mujer eran cautivos, la opinión histórica judía era que los tribunales rabínicos debían pagar primero el rescate por la mujer, vendiendo algunas de las propiedades del marido para reunir los fondos.

##### Fidelidad
En la época clásica de los rabinos, la pena de muerte por adulterio se aplicaba raramente. Se prohibía la condena si:
- la mujer había sido violada, en lugar de consentir el delito;[54]
- la mujer había confundido al amante con su marido;[31]
- la mujer desconocía las leyes contra el adulterio antes de cometer el delito;[31]
- la mujer no había sido debidamente advertida. Esto requiere que los dos testigos que testifican contra ella le adviertan que la Torá prohíbe el adulterio; que la pena por el adulterio es la muerte; y que ella responda inmediatamente que lo hace con pleno conocimiento de esos hechos. Incluso si fue advertida, pero no reconoció esos hechos inmediatamente después de oírlos, e inmediatamente antes de realizar el acto, no es condenada a muerte. Estas condiciones se aplican en todas las condenas a pena de muerte en el judaísmo.[55]

Estas reglas hacían prácticamente imposible condenar a una mujer por adulterio; en casi todos los casos, las mujeres eran absueltas. Sin embargo, debido a la creencia de que un sacerdote debía ser impoluto, un kohen estaba obligado a divorciarse de su esposa si ésta había sido violada.[
En los tiempos del Talmud, una vez que la pena de muerte dejó de aplicarse —para cualquier delito—, incluso cuando una mujer era condenada, el castigo era comparativamente suave: las adúlteras eran azotadas en su lugar. Sin embargo, el Talmud no permitía a los maridos de las adúlteras condenadas perdonar a sus esposas culpables, sino que las obligaba a divorciarse; según Maimónides, una condena por adulterio anulaba cualquier derecho que el contrato matrimonial de la esposa (hebreo: el Ketubot) le otorgara a una compensación por estar divorciada. Una vez divorciada, la adúltera no podía, según los escritores talmúdicos, casarse con su amante.
En cuanto a los hombres que cometían adulterio —con la mujer de otro hombre—, tanto Abba ben Joseph como Abba Arika son citados en el Talmud expresando su aborrecimiento, y argumentando que tales hombres serían condenados a la Gehena.

##### Pureza familiar
Las leyes de la «pureza familiar» (tehorat hamishpacha) se consideran una parte importante del matrimonio judío ortodoxo, y su cumplimiento se considera —en el judaísmo ortodoxo— un requisito previo al matrimonio. Esto implica la observancia de diversos detalles de las leyes de la nidá menstrual. Los novios ortodoxos asisten a clases sobre este tema antes de la boda. Las leyes de la nidá se consideran parte intrínseca de la vida matrimonial —y no únicamente asociadas a las mujeres—. Junto con algunas otras normas, incluidas las relativas a la eyaculación del semen, se denominan colectivamente «pureza familiar».

##### Relaciones sexuales
En el matrimonio, las relaciones conyugales están garantizadas como un derecho fundamental para la mujer, junto con la alimentación y el vestido. Esta obligación se conoce como «onah». El sexo dentro del matrimonio es un derecho de la mujer y un deber del hombre. El marido tiene prohibido violar a su mujer, no deben tener relaciones íntimas cuando están ebrios o cuando alguno de los dos está enfadado con el otro. A la mujer se le debe conceder el get (divorcio) si lo solicita porque su marido le resulta desagradable o repugnante. Si uno de los dos cónyuges se niega sistemáticamente a participar, se le considera rebelde y el otro puede demandar el divorcio.

## Edad del matrimonio
Citando la primacía del mandato divino dado en Génesis 1:28, el tiempo entre la pubertad y la edad de veinte años ha sido considerado el momento ideal para que hombres y mujeres se casen en el pensamiento judío tradicional. Algunos rabinos han ido más allá y han recomendado la edad de dieciocho años como la más ideal, mientras que otros han abogado por el momento inmediatamente posterior a la pubertad, más cercano a los catorce años, esencialmente «lo más temprano posible en la vida». Los rabinos babilónicos entendían el matrimonio como el medio de Dios para evitar que la sexualidad masculina se descontrolara, por lo que abogaban por el matrimonio temprano para evitar que los hombres sucumbieran a la tentación en su juventud. Algunos elogiaban el matrimonio temprano por sus beneficios: El rabino Ḥisda sostenía que el matrimonio precoz podía conducir a una mayor inteligencia.
Una gran diferencia de edad entre los cónyuges, en cualquier sentido, se desaconsejaba por ser imprudente. Sin embargo, una mujer joven que se casaba con un hombre significativamente mayor era especialmente problemático: casar a la hija de uno con un hombre mayor se declaró tan reprobable como obligarla a prostituirse. Además, en primer lugar, era problemático que un hombre mayor estuviera soltero. El matrimonio se consideraba únicamente obligatorio para los hombres, y un hombre soltero de más de veinte años se consideraba «maldito por Dios mismo».
Sin embargo, hay pruebas de que en algunas comunidades los hombres no se casaban hasta «los treinta años o más». En las comunidades judías medievales asquenazíes, las mujeres seguían casándose jóvenes. Desde la Haskalá, el matrimonio joven se ha vuelto más raro entre las comunidades judías.

### Consentimiento
Según el Talmud, se ordena a un padre no casar a su hija con nadie hasta que ella crezca y diga «quiero a éste». Un matrimonio que se celebra sin el consentimiento de la joven no es un matrimonio legal efectivo.
Una ketannah —que significa literalmente «pequeña»— era cualquier niña entre los 3 años y los 12 años más un día; estaba sometida a la autoridad de su padre, y éste podía concertar un matrimonio para ella sin su acuerdo. Sin embargo, una vez alcanzada la edad de madurez, tendría que aceptar el matrimonio para ser considerada casada. Si el padre estaba muerto o desaparecido, los hermanos de la ketannah, colectivamente, tenían derecho a concertar un matrimonio para ella, al igual que su madre. En estas situaciones, una ketannah siempre tendría derecho a anular su matrimonio, aunque fuera el primero.
Si el matrimonio terminaba —por divorcio o muerte del marido—, cualquier otro matrimonio era opcional; la ketannah conservaba su derecho a anularlo. La elección de una ketannah de anular un matrimonio, conocida en hebreo como mi'un —que significa literalmente «rechazo», «negación», «protesta»—, conducía a una verdadera anulación, no a un divorcio; no era necesario un documento de divorcio (get), y una ketannah que hacía esto no era considerada por las normas legales como una divorciada, en relación con el matrimonio. A diferencia del divorcio, el mi'un era visto con desagrado por muchos escritores rabínicos, incluso en el Talmud; en el judaísmo clásico anterior, una facción importante —la Casa de Shammai— sostenía que tales derechos de anulación solamente existían durante el período de esponsales (erusin) y no una vez que el matrimonio real (nissu'in) había comenzado.

## Matrimonio mixto
La tasa de matrimonios entre judíos y no judíos ha aumentado en países distintos de «Israel» —diáspora judía—. Según la Encuesta Nacional de Población Judía 2000-2001, el 47% de los matrimonios entre judíos en Estados Unidos entre 1996 y 2001 fueron con parejas no judías. Los líderes judíos de las distintas ramas suelen estar de acuerdo en que la posible asimilación es una crisis, pero difieren en la respuesta adecuada a los matrimonios mixtos.
Actitudes
- Todas las ramas del judaísmo ortodoxo no sancionan la validez o legitimidad de los matrimonios mixtos.
- El judaísmo conservador no sanciona los matrimonios mixtos, pero fomenta la aceptación del cónyuge no judío en el seno de la familia, con la esperanza de que dicha aceptación conduzca a la conversión.
- El judaísmo reformista y el judaísmo reconstruccionista permiten una total autonomía personal en la interpretación de la ley judía, y el matrimonio mixto no está prohibido. Los rabinos reformistas y reconstruccionistas son libres de adoptar su propio enfoque a la hora de celebrar matrimonios entre una pareja judía y otra no judía. Muchos, pero no todos, buscan el acuerdo de la pareja para que los hijos sean criados como judíos. En otras palabras, el judaísmo no existe como una ley, sino como un estilo de vida voluntario, que se puede modificar según se desee. Esto permite que cualquier forma de matrimonio sea oficiado por un rabino reformista, siempre que todas las partes implicadas etiqueten su estilo de vida como judío.

También hay diferencias entre las corrientes sobre lo que constituye un matrimonio mixto, derivadas de sus diferentes criterios para ser judío en primer lugar. Los judíos ortodoxos no aceptan como judío a una persona cuya madre no es judía, ni a un converso cuya conversión se realizó bajo la autoridad de una corriente más liberal.

## Matrimonio en Israel
En Israel, la única forma institucionalizada de matrimonio judío es la religiosa, es decir, un matrimonio celebrado bajo los auspicios del rabinato. En concreto, el matrimonio de los judíos israelíes debe celebrarse de acuerdo con la ley judía (Halajá), tal y como la concibe el judaísmo ortodoxo. Una de las consecuencias es que los judíos de Israel que no pueden casarse según la ley judía —por ejemplo, un kohen y una divorciada, o un judío y una persona que no es halájicamente judía—, no pueden casarse entre sí. Esto ha llevado a que se reclame, sobre todo por parte del segmento secular del público israelí, la institución del matrimonio civil.
Algunos israelíes laicos viajan al extranjero para contraer matrimonio civil, bien porque no desean una boda ortodoxa o porque su unión no puede ser sancionada por la halajá. Estos matrimonios son reconocidos legalmente por el Estado, pero no son reconocidos por el rabinato estatal.
Los matrimonios celebrados en Israel deben ser llevados a cabo por las autoridades religiosas de una religión oficial —judaísmo, islamismo, cristianismo o drusos—, a menos que ambas partes no tengan religión.

## Divorcio

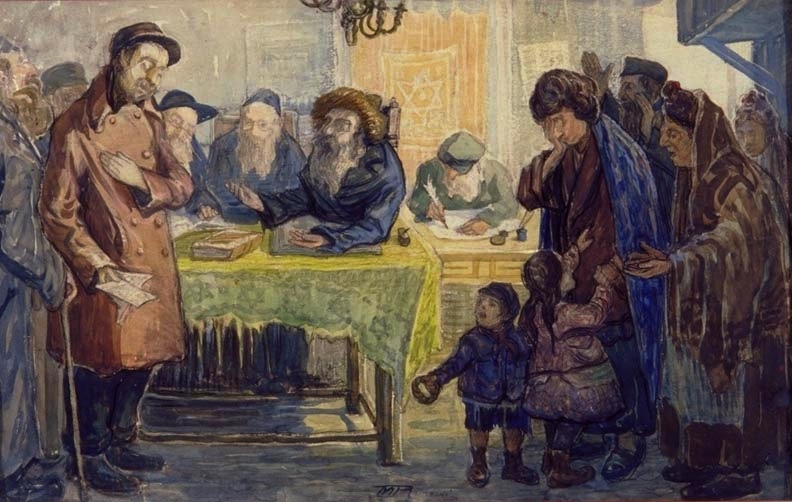
El Get (divorcio) pintura de Moshe Rynecki.

La Halajá (ley judía) permite el divorcio. El documento de divorcio se denomina get. La ceremonia final de divorcio implica que el marido entregue el documento get en mano de la esposa o de su agente, pero la esposa puede demandar ante un tribunal rabínico para iniciar el divorcio. En este caso, se puede obligar al marido a dar el get, si ha violado alguna de sus numerosas obligaciones;[que...] esto se lograba tradicionalmente mediante golpes y/o coacción monetaria. El razonamiento era que, puesto que él estaba obligado a divorciarse de su mujer debido a sus (o ella) violaciones del contrato, su buena inclinación desea divorciarse de ella, y la comunidad le ayuda a hacer lo que quiere hacer de todos modos. En este caso, la esposa puede o no tener derecho a un pago.
Desde aproximadamente el siglo XII, el judaísmo reconoce el derecho de una esposa maltratada física o psicológicamente a un divorcio.
El judaísmo conservador sigue la halajá, aunque de forma diferente al judaísmo ortodoxo. Los judíos reformistas suelen utilizar una forma igualitaria de la Ketubah en sus bodas. Por lo general, no emiten divorcios judíos, ya que consideran que el divorcio civil es necesario y suficiente; sin embargo, algunos rabinos reformistas animan a la pareja a seguir un procedimiento de divorcio judío. El judaísmo ortodoxo no reconoce que la ley civil esté por encima de la ley religiosa y, por lo tanto, no considera que el divorcio civil sea suficiente. Por lo tanto, un hombre o una mujer pueden ser considerados divorciados por la comunidad judía reformista, pero seguir casados por la comunidad conservadora. El judaísmo ortodoxo no suele reconocer las bodas reformistas porque, según la ley talmúdica, los testigos del matrimonio deben ser judíos que observen la halajá, lo que rara vez ocurre en las bodas reformistas.

### Aguná
Tradicionalmente, cuando un marido huía o se desconocía su paradero por cualquier motivo, la mujer era considerada aguná literalmente «mujer anclada», y no se le permitía volver a casarse; en el judaísmo tradicional, el divorcio solamente puede ser iniciado por el marido. Antes de la comunicación moderna, la muerte del marido en un país lejano era una causa común de esta situación. En los tiempos modernos, cuando un marido se niega a emitir un get debido a las batallas por el dinero, la propiedad o la custodia, la mujer que no puede volver a casarse se considera una Michuseres Get, no una aguná. Un hombre en esta situación no sería calificado como un Misarev Get literalmente, «un negador de un documento de divorcio», a menos que un Beis Din legítimo le haya exigido que emita un Get. El término aguná se utiliza a menudo en tales circunstancias, pero no es técnicamente exacto.
Tanto en la comunidad conservadora como en la ortodoxa, se intenta evitar las situaciones en las que una mujer no puede obtener el divorcio judío de su marido. La Ketubá cumple esta función en el judaísmo conservador para evitar que los maridos se nieguen a conceder el divorcio a sus esposas. Para ello, la ketubá tiene disposiciones incorporadas; así, si se dan unas circunstancias predeterminadas, el divorcio entra en vigor inmediatamente. Tras el hecho, se utilizan varios métodos legales judíos y seculares para tratar estos problemas. Ninguna de las soluciones legales aborda el problema de la aguná en el caso de un marido desaparecido.

## Matrimonio entre personas del mismo sexo

### En la antigüedad
El Midrash es uno de los pocos textos religiosos antiguos que hace referencia al matrimonio entre personas del mismo sexo. La siguiente enseñanza se encuentra dos veces en el Midrash:

Rabí Huna dijo en nombre de Rabí José: 'La generación del Diluvio no fue eliminada hasta que escribieron גמומסיות —ya sean himnos sexuales o documentos matrimoniales— para la unión de un hombre con un macho o con un animal.

Otra referencia importante se encuentra en el Talmud de Babilonia:

Ula dijo: Los no judíos [litt. Bnei Noaj, la progenie de Noé] aceptaron sobre sí mismos treinta mitzvot [leyes divinamente ordenadas], pero solamente cumplen tres de ellas: La primera es que no escriben documentos matrimoniales para parejas masculinas, la segunda es que no venden carne [humana] muerta por libras en las tiendas, y la tercera es que respetan la Torá.

### En el judaísmo ortodoxo
El judaísmo ortodoxo no tiene una construcción legal judía del matrimonio entre personas del mismo sexo. Aunque dos adultos judíos pueden unirse mediante un contrato legal judío, los ritos de kidushin están reservados para la unión de un hombre y una mujer. El judaísmo ortodoxo no reconoce que los matrimonios civiles tengan valor legal teológico, ya sean matrimonios civiles entre hombre y mujer, o entre dos adultos del mismo género.

### En el judaísmo conservador
En junio de 2012, la rama estadounidense del judaísmo conservador aprobó formalmente las ceremonias de matrimonio entre personas del mismo sexo en una votación de 13-0 con una abstención.

### En el judaísmo reformista
En 1996, la Conferencia Central de Rabinos Estadounidenses aprobó una resolución por la que se aprobaba el matrimonio civil entre personas del mismo sexo. Sin embargo, esta misma resolución hacía una distinción entre los matrimonios civiles y los matrimonios religiosos; esta resolución decía así:

Independientemente de cómo entendamos la homosexualidad, ya sea como una enfermedad, como una disfunción de base genética o como una preferencia sexual y un estilo de vida, no podemos acomodar la relación de dos homosexuales como un «matrimonio» dentro del contexto del judaísmo, ya que no se puede invocar para esta relación ninguno de los elementos de Kiddushin (santificación) normalmente asociados al matrimonio.
La Conferencia Central de Rabinos Americanos apoya el derecho de las parejas de gays y lesbianas a compartir plenamente y en igualdad de condiciones los derechos del matrimonio civil
Que la CCAR se opone a los esfuerzos gubernamentales para prohibir el matrimonio de gays y lesbianas.
Que esto es una cuestión de derecho civil, y es independiente de la cuestión de la oficiación rabínica en dichos matrimonios.

En 1998, un comité ad hoc de la CCAR sobre la sexualidad humana emitió su informe mayoritario (11 a 1, 1 abstención) en el que se afirmaba que la santidad dentro de un matrimonio judío «puede estar presente en las relaciones comprometidas del mismo sexo entre dos judíos y que estas relaciones pueden servir como base de familias judías estables, añadiendo así fuerza a la comunidad judía». El informe pedía que la CCAR apoyara a los rabinos para que oficiaran matrimonios entre personas del mismo sexo. También en 1998, el Comité de Responsa de la CCAR emitió una larga teshuvah («opinión rabínica»), que ofrecía una argumentación detallada en apoyo de ambos lados de la cuestión de si un rabino puede oficiar una ceremonia de compromiso para una pareja del mismo sexo.
En marzo de 2000, la CCAR emitió una nueva resolución en la que afirmaba: «Por la presente resolvemos que la relación de una pareja judía del mismo sexo es digna de afirmación mediante un ritual judío apropiado, y además resolvemos que reconocemos la diversidad de opiniones dentro de nuestras filas sobre esta cuestión. Apoyamos la decisión de aquellos que eligen oficiar rituales de unión para parejas del mismo sexo, y apoyamos la decisión de aquellos que no lo hacen».

### En el judaísmo reconstruccionista
La Asociación Rabínica Reconstruccionista (RRA) anima a sus miembros a oficiar matrimonios entre personas del mismo sexo, aunque no se lo exige.